# Amblysomus
Amblysomus är ett släkte i familjen guldmullvadar med fem arter som förekommer i södra Afrika.

## Arter, utbredning och status
Släktet utgörs numera av fem arter. Två arter som tidigare ingick i släktet bildar enligt nyare klassificering ett eget släkte, Neamblysomus.
- Amblysomus corriae lever i landskapet Fynbos i Sydafrika, den listas av IUCN som nära hotad (NT).
- Hottentott-guldmullvad (Amblysomus hottentotus), hittas i östra Sydafrika och angränsande delar av Lesotho och Swaziland, den listas som livskraftig (LC).
- Amblysomus marleyi har ett mindre utbredningsområde i den sydafrikanska provinsen KwaZulu-Natal, arten listas som starkt hotad (EN).
- Amblysomus robustus har likaså ett begränsat territorium i provinsen Mpumalanga, den listas som sårbar (VU).
- Amblysomus septentrionalis förekommer i två områden i östra Sydafrika, den listas som nära hotad.

## Utseende
Som namnet antyder påminner arterna om mullvadar men det finns inget nära släktskap mellan djurgrupperna. De främre fötterna är stora för att gräva i jorden och har två kraftiga klor. Liksom hos alla andra guldmullvadar är svansen inte synlig på utsidan, yttre öron saknas, ögonen är täckta av päls och nosens hud liknar läder. Pälsen har på ovansidan en kopparbrun till guldbrun färg och är på undersidan lite ljusare.
Kroppslängden ligger mellan 9 och 14 cm och vikten varierar mellan 40 och 100 gram.

## Ekologi
Levnadssättet är huvudsakligen känt från arten hottentott-guldmullvad men borde ungefär vara likadant för de andra arterna. De bygger underjordiska tunnelsystem med gångar tät under markytan där de letar efter föda samt med djupare gångar där de vilar. Vid utgångarna finns liksom hos den europeiska mullvaden jordhögar. Bland de djupa tunnlarna byggs kamrar som fodras med växtdelar för ungarnas uppfostring. Habitatet kan variera mellan skogar och gräsmarker i låglandet och i upp till 3 300 meter höga bergstrakter.
Dessa guldmullvadar är främst aktiva på dagen. När honor inte är parningsberedda är artfränder mycket aggressiva mot varandra. När vädret är för kallt eller för varmt faller individerna ofta i dvala (torpor).
Födan utgörs huvudsakligen av insekter och deras larver samt av daggmaskar.
Ingen särskild parningstid är känd för Amblysomus. Honor föder upp till tre ungar per kull som väger cirka 4,5 gram. När de når ungefär 45 gram vikt, måste de lämna moderns bo.